# Liste von Algorithmen
Dies ist eine Liste von Artikeln zu Algorithmen in der deutschsprachigen Wikipedia.
Siehe auch unter Datenstruktur für eine Liste von Datenstrukturen.

## Klassen von Algorithmen nach Komplexität
- Platzkomplexität
  - Linear platzbeschränkter Algorithmus
  - Logarithmisch platzbeschränkter Algorithmus
  - Polynomial platzbeschränkter Algorithmus
  - Exponentiell platzbeschränkter Algorithmus
- Zeitkomplexität
  - Linear zeitbeschränkter Algorithmus
  - Logarithmisch zeitbeschränkter Algorithmus
  - Polynomial zeitbeschränkter Algorithmus
  - Exponentiell zeitbeschränkter Algorithmus

## Klassen von Algorithmen nach Maschinenfähigkeiten
- Deterministischer Algorithmus
- Nicht-deterministischer Algorithmus
- Quantenmechanischer Algorithmus
- Randomisierter Algorithmus
  - Las-Vegas-Algorithmus
  - Monte-Carlo-Algorithmus
  - Latin-Hypercube-Algorithmus

## Klassen von Algorithmen nach Problemstellung
- Entscheidungsalgorithmus
- Optimierungsalgorithmus

## Klassen von Algorithmen nach Verfahren
- Approximationsalgorithmus
- Backtracking
- Dynamischer Algorithmus
- Evolutionärer Algorithmus
- Greedy-Algorithmus
- Probabilistischer Algorithmus
- Teile-und-herrsche-Verfahren

## Geometrie und Grafik
- Rasterung
- Rasterung von Linien
- Rasterung von Polygonen
- Rasterung von Kreisen
- Bresenham-Algorithmus
- De-Casteljau-Algorithmus
- Floodfill
- Marching Cubes
- Parabolic Blending
- Delaunay-Triangulierung
- Voronoi-Diagramm
- Algorithmen zur Berechnung der konvexen Hülle
  - QuickHull
  - Graham Scan
  - Gift-Wrapping-Algorithmus (Jarvis March)
  - Chans Algorithmus

## Graphentheorie
- Algorithmen für kürzester Pfad
  - A*-Algorithmus
  - Bellman-Ford-Algorithmus
  - Dijkstra-Algorithmus
  - Min-Plus-Matrixmultiplikations-Algorithmus
  - Algorithmus von Floyd und Warshall
  - Kürzeste-Wege-Algorithmen mit externem Speicher
- Spannbaum-Algorithmen (MST, minimal spanning tree)
  - Algorithmus von Kruskal
  - Algorithmus von Prim
  - Algorithmus von Borůvka
  - Algorithmus von Tarjan zur Bestimmung eines minimalen Spannbaumes
- Algorithmen zur Berechnung maximaler Flüsse in Netzwerken
  - Algorithmus von Ford und Fulkerson
  - Algorithmus von Edmonds und Karp
  - Algorithmus von Dinic
  - Goldberg-Tarjan-Algorithmus
- Algorithmen für das Steinerbaumproblem
  - KMB-Algorithmus
  - Algorithmus von Mehlhorn
  - Ameisenalgorithmen
  - Relativer Greedy-Algorithmus
  - Loss-Kontraktions-Algorithmus
- Suchen in Graphen:
  - Breitensuche
  - Tiefensuche, Iterative Tiefensuche
- Algorithmen für das Problem des Handlungsreisenden
  - Christofides-Heuristik
  - MST-Heuristik
  - Nächster-Nachbar-Heuristik
  - FARIN, NEARIN und RANDIN
  - Sukzessive Einbeziehung

## Kalenderrechnung
- Gaußsche Osterformel
- Spencers Osterformel
- Schaltjahr
- Zellers Kongruenz

## Bioinformatik
- BLAST-Algorithmus
- Center-Star-Algorithmus
- FASTA-Algorithmus
- Fitch-Algorithmus
- Needleman-Wunsch-Algorithmus
- Smith-Waterman-Algorithmus
- UPGMA

## Kompression
- Audiodatenkompression
- Entropiekodierung
  - Arithmetisches Kodieren
  - Shannon-Fano-Kodierung
  - Huffman-Kodierung
  - Tunstall-Kodierung
- Lauflängenkodierung
- LZ77
- Lempel-Ziv-Welch-Algorithmus (LZW)
- Deflate
- Sequitur
- Wavelet-Transformation

## Klassifikation
- Abstandsklassifikator
- Bayes-Klassifikator
- Clusterverfahren
- Entscheidungsbaum
- Fuzzy-Klassifikator
- Künstliches neuronales Netz
- Mahalanobis-Distanz-Klassifikator
- Multi-Layer Perzeptron
- Nächste-Nachbarn-Klassifikation
- Perzeptron
- Polynomklassifikator
- Quader-Klassifikator
- Radial-Basis-Funktionen
- Support-Vector-Maschinen

## Clusteranalyse
- DBSCAN – Density-Based Spatial Clustering of Applications with Noise
- EM-Algorithmus
- K-Means-Algorithmus
- OPTICS – Ordering Points To Identify the Clustering Structure

## Kryptographie
- Symmetrische Verschlüsselungsalgorithmen (Secret Key Kryptologiesysteme)
  - monoalphabetische Substitution
    - Verschiebechiffre
    - Atbash
    - Homophone Verschlüsselung
    - Polybios-Chiffre
    - Blockchiffren
      - Advanced Encryption Standard (AES, Rijndael)
      - Anubis
      - Blowfish
      - CAST
      - DES/3DES
      - IDEA
      - Magenta
      - MARS
      - MISTY1
      - Serpent
      - Skipjack
      - Twofish

    - Stromchiffren
      - A5/1, A5/2, A5/3 und A5/4
      - HC-256
      - Rabbit
      - RC4 – Ron's Code 4 (WEP Wired Equivalent Privacy für WLAN)
      - Salsa20
      - SEAL
      - SOSEMANUK
      - Trivium

  - Polyalphabetische Substitution
    - Vigenère-Chiffre
    - One-Time-Pad
    - Enigma

  - Transposition
- Asymmetrische Verschlüsselungsalgorithmen (Public Key Kryptologiesysteme)
  - RSA
  - Diffie-Hellman-Algorithmus
  - Elgamal-Verschlüsselungsverfahren
  - Rabin-Kryptosystem
  - GMR
  - Elliptic Curve Cryptography
- Hybridverfahren
- Spezielle Verschlüsselungsalgorithmen (Anwendungen)
  - CSS – Content Scramble System (DVD)
  - CSA – Common-Scrambling-Algorithmus (DVB für Pay-TV)

## Prüfsummenverfahren
- Adler-32
- Hamming-Code
- ZRP oder CRC – Zyklische Redundanzprüfung oder Cyclic Redundancy Check

## Numerik
- Siehe die Liste numerischer Verfahren.

## Sortieralgorithmen
- Binary Tree Sort
- Bogosort
- Bubblesort
- Bucketsort
- Combsort
- Countingsort
- Gnomesort
- Heapsort
- Hybridsort
- Insertionsort
- Introsort: Verbesserter Quicksort-Algorithmus, der auch im Worst Case eine Laufzeit von {\displaystyle O(n\log n)} hat.
- Merge Insertion
- Mergesort
- Quicksort
- Radixsort
- Selectionsort
- Shakersort
- Shellsort
- Simplesort
- Slowsort
- Smoothsort
- Stoogesort
- Swap-Sort
- Timsort

## Suchalgorithmen
- für Listen / Arrays
  - Lineare Suche
  - Binäre Suche
  - Interpolationssuche

- für Graphen / Bäume
  - Breitensuche
  - Tiefensuche
    - Iterative Tiefensuche

  - A*-Suche

- für Text
  - Boyer-Moore-Algorithmus
  - Boyer-Moore-Horspool-Algorithmus
  - Knuth-Morris-Pratt-Algorithmus
  - Aho-Corasick-Algorithmus
  -  PATRICIA-Trie
  - Rabin-Karp-Algorithmus
  - Suffixbaum
  - Sunday-Algorithmus
  - Skip-Search-Algorithmus
  - Shift-And-Algorithmus

- für Funktionsoptima (siehe dort)

- andere
  - Lazy Select – stochastischer Algorithmus
  - Intervallsuche, auch Interpolarsuche genannt, zur Suche durch Abschätzung der Position des gesuchten Elements

## Zahlentheoretische Algorithmen
- Euklidischer Algorithmus: Ermittlung des größten gemeinsamen Teilers (ggT) zweier natürlicher Zahlen A und B
- Sieb des Eratosthenes: Bestimmung aller Primzahlen kleiner oder gleich einer vorgegebenen Zahl
- CORDIC Algorithmus zur Berechnung elementarer trigonometrischer und hyperbolischen Funktionen
- Steinhaus-Johnson-Trotter-Algorithmus: Algorithmus zur Erzeugung aller möglichen Permutationen von {\displaystyle n} Objekten, mittels Vertauschung von Elementen
- Heap-Algorithmus: Algorithmus zur Erzeugung aller möglichen Permutationen von {\displaystyle n} Objekten, mittels optimierter Vertauschung von Elementen

## Lineare Algebra
- Gaußsches Eliminationsverfahren: Lösung eines linearen Gleichungssystems
- Gauß-Jordan-Algorithmus: Lösung eines linearen Gleichungssystems

## Computeralgebra
- Berlekamp-Algorithmus: Faktorisierung von Polynomen über endlichen Körpern

## Taktik- und Strategiespiele
- Minimax-Algorithmus
- Alpha-Beta-Suche
- Proof-Number-Suche

## Sonstige Algorithmen
- Binäre Exponentiation
- Extraktionsalgorithmus nach Luhn
- Zassenhaus-Algorithmus, Lineare Algebra
- Epidemischer Algorithmus
- Local Outlier Factor (Data-Mining – Ausreißererkennung)
- Quickselect
- Ungarische Methode